# Dent de Man (actrice)
Pour les articles homonymes, voir Dent de Man.
Dent de Man, de son vrai nom Singo Suzanne, est une actrice ivoirienne,.
Elle a tourné dans la série Qui fait ça ? Elle tourne ensuite dans Quoi de neuf et réalise la série Mon village. Elle est également vice-présidente de l'association Sanagouya qui vise à lutter contre les violences interethniques en Côte d'Ivoire.

## Filmographie
- Qui fait ça ?
- Quoi de neuf
- Mon village[4]
- Sah Sandra : Akabla